# Martin Cooper (Musiker)

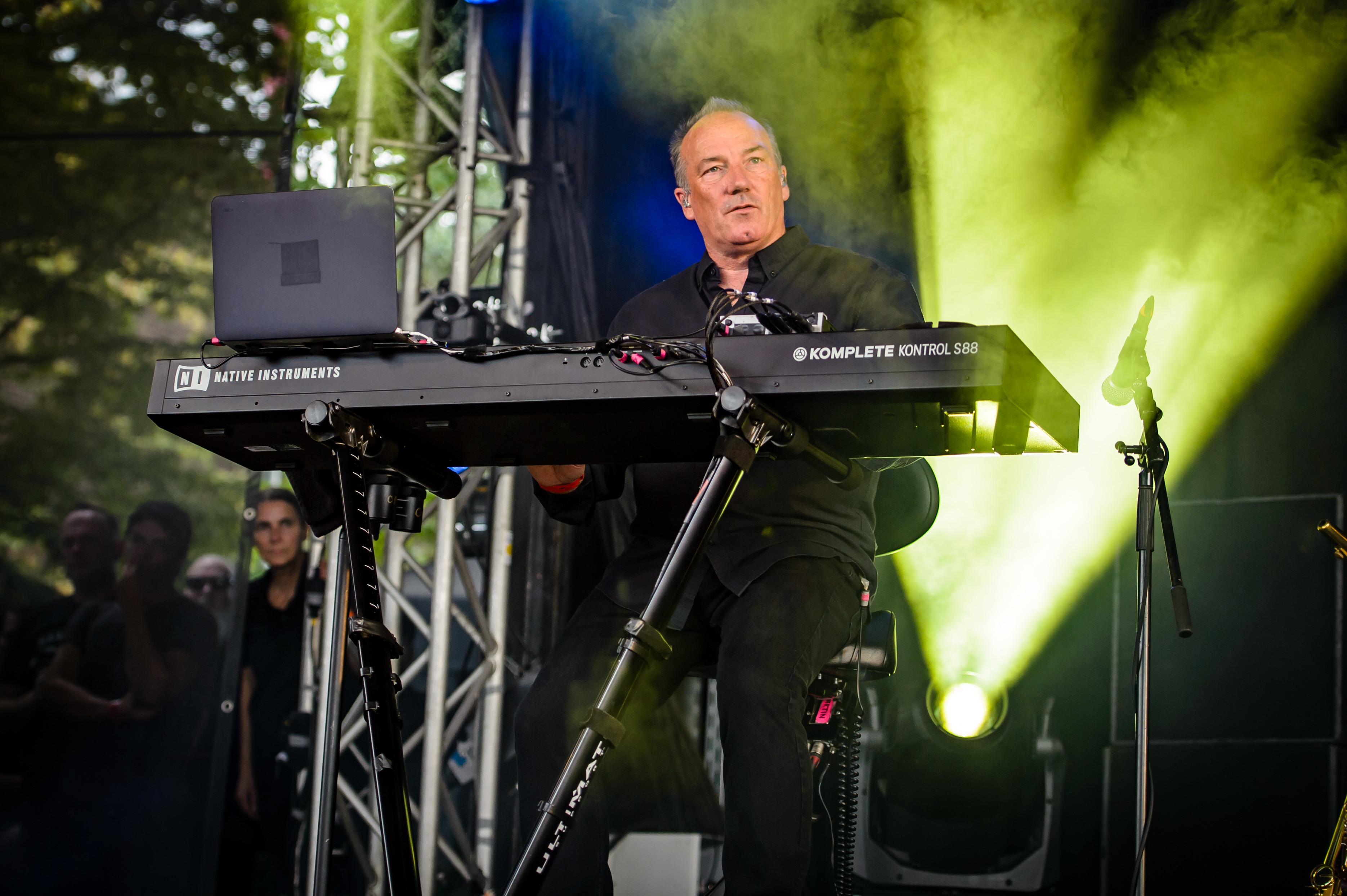
Martin Cooper 2018 bei einem Konzert in Köln

Martin Cooper (* 1. Oktober 1958 in Liverpool, England) ist ein britischer Keyboarder,  Saxophonist, Songwriter und Maler.

## Leben
Cooper besuchte zunächst die Laird School of Art in Birkenhead und studierte danach Kunst am College of Art in Sheffield. Nach seinem Abschluss 1980 schloss er sich Orchestral Manoeuvres in the Dark an. Zusammen mit Paul Humphreys schrieb er den Titel Souvenir, der Position 3 der britischen Single-Charts erreichte und zu den größten Erfolgen der Band zählt. Zudem war er Mitautor der Singles Talking Loud and Clear und If You Leave.
Nach künstlerischen Differenzen verließ Cooper gemeinsam mit Humphreys und dem Schlagzeuger Malcolm Holmes OMD. Zu dritt gründeten sie die Band The Listening Pool, die aufgrund vertraglicher Verpflichtungen erst 1994 ihr erstes Album veröffentlichen konnten. Cooper war Mitautor aller Titel und gestaltete das Albumcover, ein Stillleben. Zwei Jahre später löste sich die Band auf. Ab 2007 trat Cooper wieder mit OMD auf und war 2010 als Musiker am Album History of Modern beteiligt.
Seit seinem Ausscheiden aus OMD 1989 konzentriert sich Cooper auf die Malerei, speziell Stillleben in Ölfarbe. Er stellte seine Werke in zahlreichen britischen und ausländischen Galerien aus, unter anderem auch in der Royal Academy of Arts.
Cooper ist verheiratet und hat zwei Söhne.